# 天地男兒
《天地男兒》（英語：Cold Blood Warm Heart）是1996年香港電視廣播有限公司拍攝製作的時裝劇集，全劇共65集，監製戚其義。加拿大新時代電視1台從2020年2月2日起在午間時段重播。

## 創作沿革
1994年，電視劇《生死訟》創下無綫電視27年來最低收視，其時已在影圈走紅的梁朝偉受無綫電視邀請回巢開拍60集《新紮師兄IV》，後來梁朝偉因歌影兩棲發展繁忙而辭演。其餘主角原定為陳秀雯、張智霖、羅嘉良、陳松伶、古巨基等。後來，陳秀雯在《再見亦是老婆》走紅後因有意回歸舊東家亞視而辭演，而古巨基亦因續約問題被雪藏而無緣演出。其後，當家小生鄭少秋臨危受命拍攝此劇。女主角臨時換上剛剛由亞視轉投無綫的伍詠薇，並加入古天樂等演員。故事從梁朝偉飾演的督察，張智霖等人投考警隊成為警察，後來梁朝偉牽涉命案並找出真相的故事，改為家族鬥爭的題材。因此，此劇改成了天地男兒。此劇令古天樂、宣萱、伍詠薇及張智霖成為好友。

## 劇情內容
徐永邦（鄭少秋飾）的生父為銀行家兼香港十大富豪之一葉勝（關海山飾），但他痛恨父親當年抛妻棄子，視之為仇人，與生父不相往來。永邦自幼受養父徐堅（鮑方飾）薰陶，長大後加入警隊；堅親生子徐家立（羅嘉良飾）大學畢業後亦投身警界不久晉升為高級督察。
一宗涉及永邦同父異母弟葉永基（潘志文飾）的命案，令永邦與其上司羅子建（張智霖飾）遭停職。後得線人陳飛行（張兆輝飾）幫助，永邦替永基洗脫罪名，並與子建冰釋前嫌。永邦與子建姊羅惠芳（伍詠薇飾）發展戀情，卻波折重重。
子建與好友葉家少爺葉承康（古天樂飾）同時愛上善解人意的方巧蓉（陳松伶飾）。另外，家立被永基幼女葉曉冰（張可頤飾）深深吸引，惜曉冰只鍾情於子建；張雪凝（宣萱飾）一直暗戀家立，但家立卻不為所動。
永邦因一宗命案而無辜入獄，出獄後竟發現家立為真兇﹗家立本決意改過，但又被永邦弟葉永昌（李子雄飾）利用，無惡不作。葉勝為保家業，託永邦對付家立、永昌。一段段豪門家族鬥爭、兩代恩怨情仇、感情轇轕將如了斷？

## 演員表

### 徐家
| 演員   | 角色   | 關係／暱稱 |
| 鮑 方  | 徐 堅  | 堅叔 丁肖娥之夫 徐永邦之養父 徐家立之親父，因第56集得悉其殺害葉永基而與其反目，並與其斷絕父子關係 徐家宜之親父 葉勝之好友 陳飛行之岳父，前期並不喜歡其，因自己和徐家宜於第41集在老包記被流氓欺負，後於第42集被其拯救，因而對其改觀並接受其 於第41集被葉勝說服接受陳飛行 |
| 白 茵  | 丁肖娥 | 徐堅之妻 徐永邦之養母 徐家立、徐家宜之親母 在所有人都不滿徐家立時，一直是非黑白不分地盲撐徐家立 |
| 鄭少秋 | 徐永邦 | 阿邦、邦哥 真正的「天地男兒」 處理徐家、葉家都能夠避重就輕 沙展，因入獄而被撤職→老包記大廚→華業銀行經理 原姓葉，但因葉勝拋妻棄子而不承認 葉勝之親子，與其不和，後和好 徐堅、丁肖娥之養子 江嘉玲之前夫 徐家立之兄（無血緣關係），後反目 徐家宜之兄（無血緣關係） 葉永基、葉永昌同父異母之兄，與葉永基自小已建立甚佳的兄弟情 羅惠芳之好友，許遠光死後為其夫 司徒自強之表兄 宋珊珊之乾父 宋婷之好友兼暗戀對象 於第21集被控杀死戴树标 於第23集被徐家立錯手陷害致入獄 於第30集上訴成功，無罪釋放 於第49集得悉是被徐家立陷害導致自己坐三年冤獄 於第56集得悉徐家立殺害葉永基而揮拳打其 後和葉曉楓、葉承康一起聯手挽救華業銀行，並和徐家立對抗 於第65集（兩年後）離開華業銀行，和羅惠芳母子一起回歸鄉村 |
| 伍詠薇 | 羅惠芳 | 芳姐 中學教師→第60集起為沙頭角鄉村小學教師 徐永邦之好友，許遠光死後為其妻 羅子建之姐 許遠光之妻（第31至60集） 阮文泰之女友，於第9集分手 |
| 羅嘉良 | 徐家立 | 阿立、立哥、衰仔立 本劇終極大反派 為人老實、對家庭非常關心，因自己貪圖榮華富貴、被初戀對象葉曉冰嫌棄其出身平凡及被戴樹標和葉永昌利用而做盡壞事 高級督察，於第40集辭職→於第53集為華業銀行董事長 徐堅之子，於因第56集被其得悉殺害葉永基而被其反目，並被其斷絕父子關係 丁肖娥之子 徐永邦之弟（無血緣關係），後反目 徐家宜之兄，因利用陳飛行而反目，後和好，因錯手推張雪凝下山崖而再次反目 前期暗戀葉曉冰，但被其玩弄感情 羅子建之情敵兼天敵 葉承康之堂姐夫兼天敵 葉永基之女婿兼天敵 間接導致許遠光失去律師資格 張雪凝之暗戀對象，於第12集被其行為所感動而向其表白並成為其男友，但因貪圖榮華富貴而追求葉曉楓因此與其分手，心中卻並未放下對方，後期與曉楓離婚之後向其展開一連串既追求，最後成功於第51集復合，但於第55集因為錯手推其下山崖而再度分手，但直到死前雙方心中仍很愛對方 葉曉楓之夫，實利用甜言蜜語欺騙其而達到其名成利就的目的，後被其識穿而離婚並反目 被葉永昌利用后反利用其 利用陳飛行，后反目 與胡世榮勾結，於第64集反目 於第21集錯手殺害戴树标，並因李洪星目擊而於第23集同時將其殺害 於第23集陷害徐永邦致其入獄 於第37集與葉永昌合謀綁架葉永基，被其識穿而將其殺害 於第53集成功收購華業銀行 於第54集因葉永昌欲與其同歸於盡，後因自己逃脫而將其害死 於第55集因發現張雪凝欲向羅子健告發自己而錯手推其下山崖，並於第58集被控「企圖謀殺罪」但因證據不足而釋放 於第60集起不斷糾纏張雪凝，並於第61集非法禁錮其 於第62集因張雪凝決定與其同歸於盡而被其企圖殺害不遂 於第64集因偷用哥倫比亞毒梟的錢去投資地皮，但因為日本東京大地震而失利，並與胡世榮鬧翻，其後更綁架方巧蓉 於第65集為警方指證哥倫比亞毒梟，最後被哥倫比亞毒梟買兇派殺手開槍爆頭擊斃 |
| 彭子晴 | 徐家宜 | 阿宜 中學教师 徐堅、丁肖娥之女 徐永邦之妹（無血緣關係） 徐家立之妹 陳飛行之妻 張雪凝之好友 |
| 張兆輝 | 陳飛行 | 大飛 小混混 徐永邦、徐家立之線人 徐家宜之夫 徐堅之女婿 徐家立之妹夫，被其利用，後反目 胡世榮之天敵 於第11集被徐家立推卸責任致入獄 於第23集向徐永邦報復 在監獄中和徐永邦成為好友，為了徐家宜改變自己，後開了清潔公司 葉明、方世強之好友 |
| 孫季卿 | 大飛父 | 陳飛行之父 於第25集病逝 |

### 葉家
| 演員   | 角色   | 關係／暱稱 |
| 關海山 | 葉 勝  | 鄧玉英、鄧玉華之夫 徐永邦之父 葉永基、葉永昌之父兼姨丈 徐堅之好友 前黑幫成員 於第62集得悉是徐家立殺死葉永基，於第63集為替葉永基、葉永昌報仇頒江湖追殺令欲幹掉徐家立但未遂，反被徐家立言語諷刺導致一病不起，最後於同集病逝 |
| 夏 萍  | 鄧玉英 | 葉勝之妻 鄧玉華之姊 葉永基之母 葉永昌之姨媽兼繼母 |
| 馮素波 | 鄧玉華 | 葉勝之妻 鄧玉英之妹 葉永昌之母 葉永基之小姨兼繼母 |
| 潘志文 | 葉永基 | 葉勝、鄧玉英之子 楊素蘭之夫 徐永邦同父異母之弟，與其自小已建立甚佳的兄弟情 葉永昌同父異母之兄兼表兄 葉曉楓、葉曉冰之父 徐家立之岳父兼天敵 第37集被徐家立與葉永昌收買的綁匪綁架，後發現葉永昌與徐家立為主謀而被徐家立殺害 |
| 馬菁宜 | 楊素蘭 | 葉永基之妻 葉曉楓、葉曉冰之母 當父親在葉家需要股份和徐家立對抗時，把自己的股份賣給徐家立 |
| 李子雄 | 葉永昌 | 葉勝、鄧玉華之子 徐永邦同父異母之弟 葉永基同父異母之弟兼表弟 朱穎欣之夫 宋婷之情夫，於第51集分手 葉承康之父 先利用徐家立，後被徐家立利用 一直和徐家立利用華業銀行替哥倫比亞毒梟洗黑錢 第37集與徐家立合謀要綁架自己來和葉家騙取贖金，因為陰差陽錯而變成綁架葉永基，最後因袖手旁觀令葉永基被徐家立殺害 因一直覺得被葉勝看不起自己，想做些證明自己有能力的事情，因此與徐家立互相利用，後被徐家立所騙，讓葉家失去一半的華業銀行股份 第54集原要開車和徐家立一起同歸於盡，反而因徐家立逃脫致自己與車同墮橋身亡，死前給葉承康留下了遺書 |
| 林其欣 | 朱穎欣 | Connie 葉永昌之妻 宋婷之情敵 葉承康之繼母 |
| 陳芷菁 | 葉曉楓 | Grace 於第16集登場 葉永基、楊素蘭之長女 葉曉冰之姐 葉承康之堂姊 張雪凝之情敵 徐家立之妻，後離婚並反目 一直被徐家立的花言巧語所騙，做了些糊塗事情，於第53集終看清徐家立之真面目 於第65集（兩年後）於徐永邦退休後和葉承康一起管理華業銀行 |
| 張可頤 | 葉曉冰 | Chris 葉永基、楊素蘭之幼女 葉曉楓之妹 葉承康之堂姊 暗戀羅子建 李偉良之女友 大有保險從業員（第43集起） 原本因為比不上曉楓，所以就放縱自己到處玩樂，後因葉永基死後而改過自新，成為曉楓的好妹妹 |
| 古天樂 | 葉承康 | 阿康 葉永昌之子 羅子建之好友兼情敵 徐家立之堂小舅兼天敵 暗戀方巧蓉，於第35集成為其男友，於第45集因被其識穿協助徐家立害人而分手 葉曉楓、葉曉冰之堂弟 與第10集因羅子建誤開槍導致自己昏迷兼短暫殘廢 因為發現葉永昌有份綁架葉永基，而一直被徐家立和葉永昌逼著做些事出賣華業銀行，並因此與方巧蓉分手 於第65集（兩年後）於徐永邦退休後和葉曉楓一起管理華業銀行 |
| 麥長青 | 李偉良 | 葉曉冰之男友 |

### 羅家
| 演員   | 角色   | 關係／暱稱 |
| 伍詠薇 | 羅惠芳 | 羅子建之姊 參見徐家 |
| 蔣志光 | 許遠光 | Kenneth 大律師，後為遠光地產之老板 羅惠芳之夫 羅子建之姊夫 於第21集出場，為徐永邦之辯護律師 於第30集為幫徐永邦而作偽證，因而失去律師資格 於第60集因胃癌去世 |
| 張智霖 | 羅子建 | 羅Sir、阿建 見習督察，後升為高級督察 羅惠芳之弟 許遠光之舅仔 葉承康之好友兼情敵 方巧蓉之男友，於第25集因間接害死其兄而與其分手，後於第62集復合 徐永邦之上司 張雪凝之好友，於第36集成為其男友，後於第52集因其與徐家立復合而分手，但分手後仍一直照顧其 徐家立之情敵兼天敵 葉曉冰之暗戀對象 於第26集因間接害死方志勇而遭方巧紅怒打 於第65集為阻止殺手槍殺徐家立而遭其槍傷而入院，最後康復 |

### 方家
| 演員   | 角色   | 關係／暱稱 |
| 溫雙燕 | 蓉 母  | 方志勇、方巧紅、方巧蓉之母 |
| 艾 威  | 方志勇 | 黑社會成員，後改過自新 賭徒 方巧紅、方巧蓉之兄 於第25集遭高偉忠誣陷致入獄 於第26集獄中被殺身亡 |
| 吳詠虹 | 方巧紅 | 媽媽生，後為花店老板娘 賭徒 方志勇之妹 方巧蓉之姐 於第26集因羅子建間接害死方志勇而怒打其 |
| 陳松伶 | 方巧蓉 | 蓉蓉 華業銀行職員 方志勇、方巧紅之妹 羅子建之女友，於第25集因羅間接害死其兄而與其分手，後於第62集復合 葉承康之好友，於第35集成為其女友，於第45集因識穿其協助徐家立害人而分手 於第1集遇襲 童年時曾患有心漏症 於第62集因要救張雪凝，和胡世榮飛車追逐，因此失明 第64集被徐家立綁架並活埋在假墳墓中，後於第65集被徐永邦救出 |
| 何嘉麗 | May    | 妓女，後為服裝店職員 方志勇之妻 為方志勇生了一個兒子小龍，一直受羅子建的幫助 |

### 張家
| 演員   | 角色   | 關係／暱稱 |
| 羅國維 | 張錦志 | 曾家玉之夫 張雪凝之父 |
| 劉桂芳 | 曾家玉 | 張錦志之妻 張雪凝之母 |
| 宣 萱  | 張雪凝 | Michelle、阿雪 張錦志、曾家玉之女 徐家宜、方巧蓉之好友 葉曉楓之情敵 羅子建之好友，與徐家立分手後後為其女友兼未婚妻，但心中對徐家立並未忘情，並因為與徐家立復合而於第52集分手，但分手後扔保持好友關係並且被其照顧 暗戀徐家立，一直默默地幫助其，於第12集成為其女友，但因為徐家立貪圖榮華富貴而於第25集分手、更企图割脉自殺幸獲羅子建所救，於第51集復合，但於第55集因為接受不到徐家立企圖殺害自己而分手 於第35集前往加拿大，後於第36集回港 於第55集因向羅子建告發徐家立而被其错手推下山崖並因此重傷昏迷 於第58集甦醒，並向警方指控徐家立為推自己下山崖之真兇，因此患上精神衰弱 於第60集起不斷被徐家立糾纏，並於第61集在醫院休養期間被徐家立綁走 於第62集企圖割脈自殺並獲徐家立所救並被其用手拷鎖上後獲方巧蓉協助下逃走，但發現自己仍然很愛徐家立但無法逃離其陰影，打算與徐家立同歸於盡而以刀刺中其，誤以為已殺死徐家立後墮樓自殺身亡 |

### 警方
| 演員   | 角色     | 關係／暱稱 |
| 談泉慶 | 談Sir    | 警司 戴樹標死後為羅子建之上司 |
| 劉 江  | 戴樹標   | 戴sir、阿標 警司，實為黑警 為人陰險狡猾，自以為是 徐家立、羅子建之上司兼天敵 與葉永昌合夥走私販毒，握有葉永昌把柄 與徐家立分贓不勻 陷害徐永邦 於第21集被徐家立以徐永邦之失槍錯手槍殺                     |
| 羅嘉良 | 徐家立   | 阿立、立哥 督察，於第40集辭職 參見徐家 |
| 張智霖 | 羅子建   | 羅sir、阿健 見習督察，於第26集升為督察 參見羅家 |
| 鄭少秋 | 徐永邦   | 阿邦、邦哥 沙展，因入獄而被撤職 徐家立、羅子建之前下屬 參見徐家 |
| 郭耀明 | 胡世榮   | 阿榮 沙展，於第40集辭職 徐家立的下屬，後來成為其跟班，對其唯命是從並做盡壞事 陳飛行之天敵 於第64集因被哥倫比亞毒梟拿槍指著以威脅徐家立時，被徐家立開槍射擊，因而兩人反目，憤而向警方指證徐家立的所有罪證 |
| 李成昌 | 司徒自強 | 四孖四 警員，後為沙展 徐家立之前下属 徐永邦之表弟兼前下屬 羅子建之下屬 歐陽楚倩之男友 於第65集開槍擊斃哥倫比亞毒梟買兇所派殺手                                                                           |
| 戴耀明 | 王偉祥   | 警員 徐家立、徐永邦之前下屬 羅子建之下屬 |
| 陳寶靈 | 何淑敏   | 警員 徐家立、徐永邦之前下屬 羅子建之下屬 |
| 古明華 | 白頭佬   | 警員 徐家立、徐永邦之前下屬 羅子建之下屬 |
| 沈寶思 | 大眼明   | 警員 徐家立、徐永邦之前下屬 羅子建之下屬 |
| 游 飈  | 鬼腳七   | 警員 徐家立、徐永邦之前下屬 羅子建之下屬 |
| 曾健明 |          | 警員 戴樹標下屬 |
| 陳展鵬 | 新仔     | 警員 羅子建之下属 |

### 華業銀行
| 演員   | 角色     | 關係／暱稱                                                                                   |
| 鍾潔怡 | 王美仙   | Jenny 銀行職員 葉永基秘書 李誠剛之女友，懷有其骨肉 於第1集因欲堕胎，而被李誠剛錯手推落樓身亡 |
| 梁健平 | 李誠剛   | 銀行職員 殺死王美仙、王卿 於第5集被葉永昌買兇勒死                                            |
|        | 王 卿    | 王美仙之母 於第3集被李誠剛殺人滅口                                                           |
| 黃成想 | 銀行經理 |                                                                                              |
| 李子奇 | 馬景漢   | 葉永基得力助手                                                                               |
| 文潔雲 | 李 太    |                                                                                              |
| 蕭玉燕 | Cindy    |                                                                                              |
| 鄧麗文 | Fion     |                                                                                              |
| 陳燕航 | 銀行職員 |                                                                                              |
| 何美好 | 銀行職員 |                                                                                              |
| 羅雪玲 | 銀行職員 |                                                                                              |
| 張 捷  | 銀行職員 |                                                                                              |
| 可 心  | 銀行職員 |                                                                                              |
| 王俊琴 | 銀行職員 |                                                                                              |
| 陸婉芬 | 銀行職員 |                                                                                              |
| 郭子菲 | 銀行職員 |                                                                                              |
| 朱樂輝 | 銀行職員 |                                                                                              |
| 張漢斌 | 銀行職員 |                                                                                              |
| 湯俊明 | 銀行職員 |                                                                                              |
| 鄭瑞曉 | 銀行職員 |                                                                                              |
| 盧 剛  | 銀行職員 |                                                                                              |
| 溫文英 | 銀行職員 |                                                                                              |
| 何掌君 | 銀行職員 |                                                                                              |
| 麥嘉倫 | 銀行職員 |                                                                                              |

### 其他演員
| 演員   | 角色             | 關係／暱稱 |
| 張鳳妮 | 宋 婷            | Ann Angel Dust（AD吧）老板娘 徐永邦之好友，並暗戀其 葉永昌之情婦，於第51集分手 朱穎欣之情敵 宋珊珊之母                |
|        | 李洪星           | 非法偷渡者 於第21集因目擊戴樹標被殺而遭徐家立於第23集殺人滅口                                                         |
| 陳少華 | 綁 匪            | |
| 林漪娸 | 江嘉玲           | 徐永邦之前妻 於第17集移居澳洲                                                                                         |
| 駿 雄  | 郭立文           | 葉永昌助手 於第44集被交代在台灣被殺                                                                                   |
| 李國麟 | 阮文泰           | 羅慧芳之男友 於第9集分手 於第15集因財困與羅慧芳反目，但不久和好                                                       |
| 蔡國慶 | 黎 虎            | 葉勝的左右手 於第56集得悉徐家立殺死葉永基，間接害死葉永昌，企圖開車撞死徐家立但未遂，被徐永邦與陳飛行安排船隻遠走他方 |
| 朱咪咪 | 歐陽楚倩         | Miss 歐陽、Miss Au Yeung 中學教師 羅惠芳同事兼好友 司徒自強之女友                                                     |
| 郭德信 |                  | 葉永基律師（第3集）                                                                                                   |
| 曾慧雲 | Pet              | |
| 譚一清 | 蔣四根           | |
| 區 嶽  | 鄧 培            | |
| 黃 新  | 老 包            | |
| 黃煒林 | 伙 記/老包記伙記 | |
| 梁少狄 | 伙 記/老包記伙記 | |
| 李衛民 | Paul             | |
| 林芷筠 | 宋珊珊           | 宋婷女兒 徐永邦之乾女                                                                                                 |
| 馮瑞珍 | 好 姐            | |
| 華忠男 | 山 本            | |
| 羅君左 | 李錦安           | 中學教師 羅惠芳、徐家宜、歐陽楚倩同事                                                                                 |
| 陳向瑩 | Joyce            | 老千 欺騙阮文泰 |
| 蘇恩磁 |                  | 戴樹標之妻 |
| 伍文生 | 葉明             | Copy仔 徐家宜之學生 陳飛行之好友                                                                                      |
| 黃日明 | 方世強           | 徐家宜之學生 陳飛行之好友                                                                                             |
| 蔡劍雪 | 冰 友/楓 友      | |
| 郭城俊 | 冰 友/楓 友      | |
| 邵卓堯 | 發               | |
| 鄧汝超 | 監獄囚犯/行 友   | |
| 陳勉良 | 財 叔            | |
| 許實賢 | 警 員            | |
| 黃志榮 | 警 員            | |
| 鄺佐輝 | 主 控            | |
| 王維德 | Roy              | |
| 陳中堅 | 法 官            | |
| 莫可欣 | Carol            | 許遠光之前女友 |
| 石     | 九 叔            | |
| 梁咏琳 | 光秘書           | |
| 黃志衛 | 大 傻            | |
| 博 君  | 高偉忠           | 黑社會成員 誣捏方志勇藏毒 於第26集在監獄與方志勇爭執時意外把其殺害                                                    |
| 麥子雲 | 輝               | |
| 王偉樑 | Robert           | |
| 鄭 雷  | 發 叔            | |
| 黃振寧 | CID/立手下       | |
| 鄧英敏 | 主控官           | |
| 張俊華 | CID/立手下/成    | |
| 伍慧珊 | Daisy            | 葉曉楓之秘書 |
| 劉永晉 | 伴 郎            | |
| 李天翔 | 同 學            | |
| 梁照豪 | 同 學            | |
| 黃天鐸 | 藥房老/毒 犯     | |
| 簡瑞超 | 劉師傅           | |
| 羅 維  | 綁匪甲           | |
| 蔣 克  | 綁匪乙           | |
| 盧 剛  | 綁匪丙           | |
| 唐葳娜 | 麗               | |
| 劉文俊 |                  | 於第41集在老包記欺負徐堅、徐家宜、陳飛行之流氓                                                                        |
| 陳榮峻 | 林家輝           | |
| 江明輝 | 郭立武           | 郭立文之弟 於第45集撞車死亡                                                                                           |
| 方 傑  | 方律師/立律師    | |
| 王翠玉 | 張 愛            | 許遠光之醫生 |
| 劉子晉 | CID              | |
| 張松枝 | 雪醫生           | |
| 吳列華 | 雪護士           | |
| 沈星銘 | 威               | |
| 湯盈盈 | 護 士            | |
| 黎靖雪 | 護 士            | |
| 蓋世寶 | 女PR             | |
| 何柏光 | 楊國明           | 楊素蘭之父 於第58集把自己的股份賣給徐家立                                                                             |
| 光 毅  | 江 圖            | 江爺 原本和葉勝是好兄弟，因誤會而鬧翻。經徐永邦的勸說，和兒子和好，常幫助徐永邦                                       |
| 曹 濟  | 豹               | |
| 盧慶輝 |                  | 江圖之跟班 |
| 楊子韜 | 主控官           | |
| 陳曉雲 | 接生醫生         | |
| 鄭英龍 | 男 子            | |
| 黎秀英 | 芳姑媽           | |
| 戴少民 | 桂 哥            | |
| 孫大龍 | CCB              | |
| 劉永健 | CCB              | |
| 鄧泰和 | 殺 手            | |
| 凌 漢  | 伯               | |
| 饒秋寶 | Rosa             | |

## 歌曲
主題曲《從不放棄》
- 作曲：徐嘉良
- 填詞：潘偉源
- 主唱：鄭少秋

插曲《男兒無淚》
- 作曲：徐嘉良
- 填詞：潘偉源
- 主唱：鄭少秋

插曲《男兒著眼天地間》
- 作曲：徐嘉良
- 填詞：黃霑
- 主唱：鄭少秋

插曲《怎會如此》
- 作曲、填詞：陳頌紅
- 主唱：張智霖

插曲《沒有你》
- 作曲、填詞、主唱：陳松伶

插曲《愛仍然精彩》
- 作曲：張兆鴻
- 填詞：張美賢
- 主唱：伍詠薇

插曲《Will You Come Back To My Arms again?》（第19集）
- 作曲：黎允文
- 填詞：胡人
- 主唱：天織堂

台灣TVBS播出版主題曲《愛了就算》
- 作曲：包小松
- 填詞：厲曼婷
- 主唱：蘇慧倫&成龍

台灣華視播出版主題曲《明知故犯》
- 作曲：陳佳明
- 填詞：林夕
- 主唱：許美靜

## 軼事
- 此劇為監製戚其義繼亞視劇集《戲王之王》後，首次於TVB製作的商戰劇，也是時隔兩年再度監製同類劇集。
- 此劇為伍詠薇及監製戚其義繼《戲王之王》後，首次於TVB合作。
- 此劇為伍詠薇加盟TVB後首度擔任女主角之一，由於飾演張智霖的姊姊而成為圈中好友。
- 此劇是羅嘉良繼《火玫瑰》、《孽吻》及《射鵰英雄傳》後第四度飾演反派，他憑藉劇中大反派徐家立一角大紅，奠定其小生地位[2]（同年十月《O記實錄II》為他該年首次擔演正派角色）。
- 此劇飾演好友的關海山和鮑方，巧合地兩人於2006年9月先後病逝。
- 此劇為宣萱第2次被脅持。[3]事源在2012年，有網民發現，自1994年無綫電視劇集《餐餐有宋家》開始18年來，每逢宣萱參演的古裝劇、時裝劇甚至電影角色全被安排做人質被綁架，被脅持的武器包羅萬有，當中宣萱於1994年無綫電視劇集《餐餐有宋家》被原子筆脅持最為荒謬，但每次角色因「主角光環」而安然無恙。截至2012年無綫電視劇集《飛虎》為止，宣萱曾於21套無綫電視劇集竟被脅持了22次，當中宣萱於2011年無綫電視劇集《萬凰之王》更被脅持了兩次，加上2011年新加坡劇集《萬福樓》、1996年無綫電視電影《虎膽虹威》及1997年電影《檔案X殺人犯》，宣萱共被脅持了25次，大破影視界紀錄，堪稱「存活率最高的人質王」，甚至被戲言「有宣萱的地方就有綁架發生」。[4]
- 此劇與兩年後的姊妹作《天地豪情》沒有直接關係，只是羅嘉良及宣萱均有參演該劇且擔任主角。
- 此劇「華業銀行」的大廈外景現實在尖沙咀廣東道100號彩星集團大廈取景。
- 此劇是羅嘉良與張兆輝繼《烏金血劍》、《情濃大地》後第三度飾演對立角色（其中不同的是反派角色是《烏金血劍》張兆輝，本劇則是羅嘉良）；與前者一樣，白茵及羅嘉良再度擔任母子/羅國維及劉桂芳再度擔任夫妻角色。
- 此劇羅嘉良及宣萱劇中的情侶關係波折重重，兩人感情多次生變，但在六年後的《流金歲月》兩人的情侶關係終於能夠開花結果。
- 此劇是潘志文與張可頤繼《一切從失蹤開始》後再度飾演父女角色。
- 此劇是羅嘉良與張智霖繼《射鵰英雄傳》後再度飾演對立角色，兩人於26年後的網絡劇《家族榮耀》則飾演叔侄，惟羅嘉良在該劇僅屬客串演出。[5]

## 收視
以下為該劇於香港無綫電視翡翠台之收視記錄：
| 週次 | 集數  | 日期                  | 平均收視            | 收視百分比 |
| ---- | ----- | --------------------- | ------------------- | ---------- |
| 1    | 01-05 | 1996年2月5日-2月9日   | 28點（約160萬觀眾） | 77%        |
| 2    | 06-10 | 1996年2月12日-2月16日 | 26點（約148萬觀眾） | 76%        |
| 3    | 11-15 | 1996年2月19日-2月23日 | 26點（約148萬觀眾） | 80%        |
| 4    | 16-20 | 1996年2月26日-3月1日  | 29點（166.3萬觀眾） | 79%        |
| 5    | 21-25 | 1996年3月4日-3月8日   | 30點（170.0萬觀眾） | 80%        |
| 6    | 26-30 | 1996年3月11日-3月15日 | 30點（171.7萬觀眾） | 78%        |
| 7    | 31-35 | 1996年3月18日-3月22日 | 28點（162.1萬觀眾） | 76%        |
| 8    | 36-40 | 1996年3月25日-3月29日 | 31點（176.4萬觀眾） | 78%        |
| 9    | 41-45 | 1996年4月1日-4月5日   | 31點（約176萬觀眾） | 79%        |
| 10   | 46-50 | 1996年4月8日-4月12日  | 32點（183.8萬觀眾） | 78%        |
| 11   | 51-55 | 1996年4月15日-4月19日 | 31點（178.9萬觀眾） | 76%        |
| 12   | 56-60 | 1996年4月22日-4月26日 | 31點（176.8萬觀眾） | 79%        |
| 13   | 61-65 | 1996年4月29日-5月3日  | 33點（187.3萬觀眾） | 82%        |

## 重播
此劇分別於2002年及2022年4月26日在翡翠台重播（2022年重播時首四集不設中文字幕，第五集起每集附加中文字幕），2018年1月20日在TVB星河頻道重播及加拿大新時代電視1台從2020年2月2日起在午間時段重播。

## 外部連結
- 天地男兒-主題曲（第一版本）[永久]
- 天地男兒-主題曲（第二版本） （页面存档备份，存于）
- 《天地男兒》 線上看 encoreTVB （页面存档备份，存于）

## 電視節目的變遷
| 香港無綫電視翡翠台 第二線劇集 星期一至五 21:00-22:00 時段 | 香港無綫電視翡翠台 第二線劇集 星期一至五 21:00-22:00 時段 | 香港無綫電視翡翠台 第二線劇集 星期一至五 21:00-22:00 時段 |
| --------------------------------------------------------- | --------------------------------------------------------- | --------------------------------------------------------- |
|                                                           | 天地男兒 （1996.02.05 - 1996.05.03）                      |                                                           |
| 刑事偵緝檔案II （1995.12.11 - 1996.02.02）                | 900重案追兇 （1996.05.06 - 1996.06.07）                   |                                                           |

| 香港無綫電視翡翠台 午夜劇集時段 星期二至六（星期一至五深夜） 00:30-01:30／00:35-01:35 | 香港無綫電視翡翠台 午夜劇集時段 星期二至六（星期一至五深夜） 00:30-01:30／00:35-01:35    | 香港無綫電視翡翠台 午夜劇集時段 星期二至六（星期一至五深夜） 00:30-01:30／00:35-01:35 |
| ------------------------------------------------------------------------------------- | ---------------------------------------------------------------------------------------- | ------------------------------------------------------------------------------------- |
|                                                                                       | 天地男兒 （2002.02.20 - 2002.05.31）                                                     |                                                                                       |
| 壹號皇庭V （2001.11.28 - 2002.02.09）新年特備節目 （2002.02.12 - 2002.02.19）         | 無綫世界盃升級戰線 （2002.06.01 - 2002.06.16）刑事偵緝檔案IV （2002.06.19 - 2002.09.12） |                                                                                       |

| 马来西亚 TVB经典台 追剧之王时段 星期六至日 06:00-08:30（马来西亚时间）（三集连播） · 2月27日仅播两集 | 马来西亚 TVB经典台 追剧之王时段 星期六至日 06:00-08:30（马来西亚时间）（三集连播） · 2月27日仅播两集 | 马来西亚 TVB经典台 追剧之王时段 星期六至日 06:00-08:30（马来西亚时间）（三集连播） · 2月27日仅播两集 |
| --- | --- | --- |
| | 天地男兒 （2021年12月18日 - 2022年2月27日）                                                          | |
| 天地豪情 （2021年10月3日 - 2021年12月12日）                                                          | 愛有明天 （2022年2月27日）溏心风暴 （2022年3月5日 - 2022年4月17日）                                  | |

| 香港無綫電視翡翠台 午夜劇集時段 星期一（星期日深夜）00:00-01:00、星期二至六（星期一至五深夜）00:05-01:05、星期六23:35-翌日00:35 · 4月30日；5月1日、8日、14日暫停播映 | 香港無綫電視翡翠台 午夜劇集時段 星期一（星期日深夜）00:00-01:00、星期二至六（星期一至五深夜）00:05-01:05、星期六23:35-翌日00:35 · 4月30日；5月1日、8日、14日暫停播映 | 香港無綫電視翡翠台 午夜劇集時段 星期一（星期日深夜）00:00-01:00、星期二至六（星期一至五深夜）00:05-01:05、星期六23:35-翌日00:35 · 4月30日；5月1日、8日、14日暫停播映 |
| --- | --- | --- |
| | 天地男兒 （2022.04.26－2022.07.03） | |
| 宮心計 （2022.03.24－2022.04.25） | 原振俠 （2022.07.04－2022.07.23） | |